# Tribromuro di fosforo
Il tribromuro di fosforo è un composto di formula PBr3. A temperatura e pressione ambiente si presenta come un liquido trasparente fumante (a causa della reazione con l'umidità dell'aria). È tossico, ed è caratterizzato da un odore penetrante. È un reagente piuttosto comune nella sintesi organica. Il tribromuro di fosforo è anche un agente di soppressione delle fiamme libere. 

## Proprietà chimico-fisiche
L'angolo di legame Br-P-Br nel tribromuro di fosforo è pari a 101,0°. A temperatura ambiente è un liquido, avendo temperatura di fusione a −41,5 °C e temperatura di ebollizione a 173,2 °C.

## Preparazione
Il tribromuro di fosforo viene preparato per trattamento del fosforo rosso con bromo:
{\displaystyle {\ce {2 P + 3 Br2 -> 2 PBr3}}}
Per prevenire la formazione del pentabromuro di fosforo (PBr5), si utilizza un eccesso di fosforo rosso. Il prodotto stesso di reazione viene usato come diluente per la sintesi, poiché la reazione richiede un attento controllo a causa della sua natura esotermica.

## Reattività
Il tribromuro di fosforo, esattamente come il trifluoruro di fosforo (PF3) e il tricloruro di fosforo (PCl3), manifesta sia proprietà di base di Lewis sia proprietà di acido di Lewis . Per esempio, con BBr3, il tribromuro di fosforo si comporta da base di Lewis formando l'addotto 1 : 1 Br3B--+PBr3. Allo stesso tempo, il tribromuro di fosforo può reagire come acido di Lewis in diverse reazione, per esempio con alcoli, acidi carbossilici e ammine.
In particolare, la reazione più importante (e ampiamente sfruttata nella sintesi organica) che coinvolge il tribromuro di fosforo come reattivo è la conversione degli alcoli nei corrispondenti bromuri alchilici. Tutt'e tre gli atomi di bromo possono essere trasferiti:
{\displaystyle {\ce {PBr3 + 3 ROH ->3 RBr + H3PO3}}}
Il meccanismo prevede l'iniziale attacco dell'ossigeno dell'alcol al fosforo del reattivo, con espulsione dello ione bromuro. Tale ione, nel secondo step, dà luogo ad una reazione SN2 sul carbonio cui è legato il gruppo OH dell'alcol. Essendo una reazione SN2, risulta evidente come la trasformazione sia relativamente facile con alcoli primari (e secondari), mentre sia più difficili con alcoli terziari; altresì, se il carbonio cui è legato il gruppo OH è chirale, si verifica una inversione della configurazione durante la trasformazione nel bromuro alchilico.
L'uso di tribromuro di fosforo per la conversione di alcoli in bromuri alchilici è auspicabile rispetto all'uso dell'acido bromidrico. Il tribromuro di fosforo infatti fornisce migliori rese ed evita problemi di rearrangiamento dei carbocationi (dal momento che prevede appunto un meccanismo di tipo SN2, piuttosto che SN1)
In una reazione analoga, il tribromuro di fosforo può convertire gli acidi carbossilici in bromuri acilici, sebbene questi siano altamente instabili, rispetto ai corrispondenti cloruri acilici:
{\displaystyle {\ce {PBr3 + 3 RCOOH -> 3 RCOBr + H3PO3}}}
Tale reazione comunque è uno step fondamentale nell'alogenazione di Hell-Volhard-Zelinsky. In effetti, un altro uso del tribromuro di fosforo (stavolta come catalizzatore) è proprio correlato all'alogenazione in α di un acido carbossilico.
Date le caratteristiche di reattività, il tribromuro di fosforo è un quindi un reagente piuttosto diffuso, anche nella sintesi di farmaci come l'alprazolam, il metoesital sodico e il fenoprofene.

## Pericoli
Il tribromuro di fosforo si trasforma spontaneamente nell'acido bromidrico (corrosivo), è altamente tossico e reagisce violentemente con acqua e alcoli. Quando impiegato in reazioni che producono l'acido fosforoso come sottoprodotto, in condizioni di distillazione, il tribromuro di fosforo può decomporre a 160 °C nella fosfina (PH3) che può causare esplosioni a contatto con l'aria.